# Larbango
Der Larbango ist ein Säbel aus Java.

## Beschreibung
Der Larbango hat eine gebogene, einschneidige, leicht bauchige Klinge. Die Klinge wird vom Heft zum Ort breiter. Der Klingenrücken und die Schneide verlaufen s-förmig. Der Ort ist spitz. Die Klingen des Larbango werden in der Regel aus Pamor-Stahl (eine Art Damaszenerstahl) hergestellt. Das Heft besteht aus Holz oder Horn und hat eine metallene, kurze Parierstange. Das Heft ist im Knaufbereich zur Schneidenseite hin abgebogen. Der Knauf ist abgerundet. Das Larbango wird von Ethnien aus Java benutzt.